# Прокофьев, Виктор Константинович
Виктор Константинович Прокофьев (8 июня 1951 года, г. Ишимбай, Башкирская АССР) — советский российский конструктор. Работает в Государственном ракетном центре. Первый заместитель генерального конструктора — начальник КБ-3. Направление деятельности: разработка и изготовление систем телеметрических измерений и обеспечение проведения испытаний в части телеметрических измерений.

## Трудовая деятельность
С 1977 г. — в Конструкторском бюро машиностроения (ОАО Государственный ракетный центр «КБ им. акад. В. П. Макеева», г. Миасс Челябинской области): инженер, начальник отдела (с 1995), с 2003 г. — заместитель, с 2009 г. — первый заместитель генерального конструктора.
Обеспечил проведение работ по повышению качества и надежности, модернизации и продлению сроков службы серийных морских ракетных комплексов Д-9РК, Д-19, Д-9РМ. Участник подготовки и проведения конверсионных пусков по теме «Волна». Работал в комиссиях по выработке рекомендаций с целью повышения надежности и безопасности баллистических ракет подводных лодок. Организатор работ по внедрению новой технологии для записи и отработки потоков контролируемой телеинформации.

## Образование
1958—1968, школа № 9 г. Ишимбай.
−1977 Челябинский политехнический институт, по специальности «Автоматика и телемеханика».

## Награды
- Орден «За заслуги перед Отечеством» II степени (2010)[2];
- Медаль имени академика В. П. Макеева Федерации космонавтики РФ;
- Знак «За обеспечение космических стартов» (ФКА России, 2006) — «за личный творческий вклад в реализацию космических программ и проектов, многолетний добросовестный труд»[3];
- Почётная грамота Росавиакосмоса (2002);
- Премия Рособоронпрома (1995).